# Maria Farida Indrati

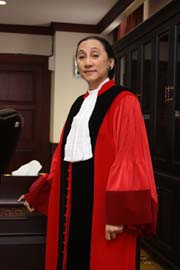
Maria Farida Indrati (etwa 2008)

Maria Farida Indrati (* 14. Juni 1949 in Surakarta) ist eine indonesische Juristin. Sie war von 2008 bis 2018 Richterin am Verfassungsgericht von Indonesien und damit die erste Frau in diesem Amt.

## Leben und Wirken
Indrati war als Kind an Poliomyelitis erkrankt und wollte Pianistin werden. Auf Wunsch ihres Vaters studierte sie indes Rechtswissenschaften. 1975 schloss sie an der Universität Indonesia ihr Studium ab und erwarb den Titel Bachelor of Laws. Dem schloss sie ein postgraduales Studium an, das sie 1977 beendete. Anschließend trat sie eine Stellung als Assistenzprofessorin an der juristischen Fakultät der Universität Indonesia an. Gemeinsam mit Hamid Attamimi, der als Begründer der indonesischen Verfassungsrechtslehre gilt, etablierte sie die staatsrechtliche Abteilung an der Universität Indonesia. In dieser Zeit absolvierte sie diverse Weiterbildungsprogramme, unter anderem über das Gesetzgebungsverfahren in den Niederlanden an der Universität Leiden (1988) und an der Vrije Universiteit Amsterdam (1990) sowie in den USA an der Boston University (2002). 2002 schloss sie an der Universität Indonesia ihre Promotion zur Dr. iur. ab und wurde dort anschließend zur außerordentlichen Professorin ernannt. Zwischen 2003 und 2004 war sie Mitglied des Formulierungsteams und der Harmonisierungskommission des Konsultativvolksrates (MPR), und von 2006 bis 2008 gehörte sie dem rechtlichen Beraterstab des Verteidigungsministeriums an.
2007 wurde Indrati an der Universität Indonesia zur ordentlichen Professorin ernannt. Auf Vorschlag von Staatspräsident Susilo Bambang Yudhoyono wurde Indrati 2008 als erste Frau zur Richterin am Verfassungsgericht von Indonesien gewählt. Dort fiel sie insbesondere mit Minderheitsvoten auf, in denen sie für die Rechte von Frauen und Kindern eintrat. So zweifelte sie unter anderem die Rechtmäßigkeit des umstrittenen Pornographie-Gesetzes, durch das das Tragen von kurzen Röcken und ärmellosen Oberteilen bei Frauen unter Strafe gestellt wurde, an. Wegen einer systematischen Diskriminierung von Frauen hielt Indrati auch die Überprüfung des Ehegesetzes für geboten.
Sie vertrat während ihrer Amtszeit die Ansicht, dass Frauen und Männer vor der indonesischen Verfassung gleich seien, es aber an der praktischen Umsetzung hiervon mangele. Nach einer einmaligen Wiederwahl 2013 schied Indrati 2018 aus ihrem Amt. Seitdem ist sie wieder als Professorin an der Universität Indonesia tätig. In Anerkennung ihrer Lebensleistung und zur Inspiration der Studenten wurde ihre Verfassungsrichterrobe im Juni 2025 von der juristischen Fakultät der Universität Indonesia museal ausgestellt.